# José Antonio Ortega Lara
José Antonio Ortega Lara, né en 1958 à Montuenga (municipalité de Madrigalejo del Monte, province de Burgos), est un ancien fonctionnaire de prison espagnol qui fut enlevé par l'organisation terroriste ETA pendant 532 jours entre 1996 et 1997.
Licencié en Droit, il milite au Parti populaire entre 1987 et 2008. En janvier 2014, il est un des fondateurs du parti Vox avec d'autres anciens militants du Parti populaire.

## Biographie

### Enlèvement par l'ETA
Le 17 janvier 1996, José Antonio Ortega Lara est enlevé à Burgos alors qu'il rentrait de son travail. Quelques jours plus tard, l'ETA revendique l'enlèvement et exige en échange de la libération d'Ortega le transfert des prisonniers de l'ETA dans des prisons basques. Le 1er juillet 1997, la Guardia civil le localise dans une cache à Mondragón après 532 jours d'enfermement. Lors de l'opération, les quatre ravisseurs sont arrêtés.
Les conditions de détention étaient extrêmes : la cache minuscule de 2,5 mètres sur 3 et de 1,8 mètre de hauteur, située dans le sous-sol d'un hangar industriel était humide et sans fenêtres. Ortega Lara ne pouvait marcher que trois pas. Il avait droit à un journal, un baladeur et des livres. Au moment de sa libération, Ortaga Lara avait perdu 23 kilos avec sa masse musculaire et la densité osseuse. Il souffrait de troubles du sommeil, de stress post-traumatique, d'anxiété et de dépression.
L'ETA réagit une semaine plus tard, le 10 juillet 1997, en enlevant et assassinant le conseiller municipal Miguel Ángel Blanco.
Le 10 juin 2005 débute le procès des dirigeants de l'ETA Julián Achurra Egurola (Pototo) et José Luis Aguirre Lete (Isuntza) accusés d'être les organisateurs de l'enlèvement. D'après le verdict, "Pototo" ordonna à José Luis Erostegui, Javier Ugarte, Josu Uribetxeberria Bolinaga et José Miguel Gaztelu Ochandorena de sélectionner une victime afin de l'enlever. Il donna aussi l'ordre d'aménager une cache dans la coopérative Jalgi à Mondragón.

### Après l'enlèvement
Conseillé par ses médecins et sa famille, José Antonio Ortega Lara prend sa retraite anticipée en 1997, option que lui offrait le Ministère de l'Intérieur en tant que victime du terrorisme. Cependant, l'ETA continua à lui envoyer des menaces[réf. nécessaire].
Lors des élections municipales de 2003, Ortega Lara accepte de figurer sur la liste du Parti Populaire où il militait depuis 1987. Sa présence est symbolique puisqu'il occupe l'avant-dernière place et il n'est pas élu.
En 2007, il donne sa première interview depuis sa libération dans l'émission présentée par Fernando Sánchez-Dragó sur Telemadrid, et il déclare être opposé aux négociations avec l'ETA entreprises par le gouvernement socialiste de José Luis Rodríguez Zapatero. Il assiste aux manifestations convoquées par l'Asociación de Víctimas del Terrorismo contre la négociation entre le gouvernement et l'ETA.
Après la crise idéologique au Parti Populaire en 2008, et sa dérive centriste, il décide de quitter ce parti.

### Vox
En janvier 2014, Ortega Lara fonde le parti politique Vox avec entre autres Santiago Abascal, José Luis González Quirós et Ignacio Camuñas, afin de créer une alternative à la droite du Parti Populaire. 